# Menhet, Menwi và Merti
Menhet, Menwi và Merti là ba người vợ bé ngoại quốc của pharaoh Thutmose III, người được chôn cất trong một ngôi mộ cắt đá với đồ tùy táng xa hoa ở Wady Gabbanat el-Qurud. Hai trong số họ có nguồn gốc Tây-Semitic mặc dù vậy không có ai là người Hurria. Mỗi người được trao danh hiệu Vợ của Nhà Vua và có khả năng chỉ là thành viên nhỏ của hậu cung hoàng gia. Người ta không biết liệu những người phụ nữ thậm chí có liên quan hay không vì khuôn mặt trên nắp bình nội tạng của họ rất khác nhau.

## Ngôi mộ của những người vợ ngoại quốc của Thutmose III

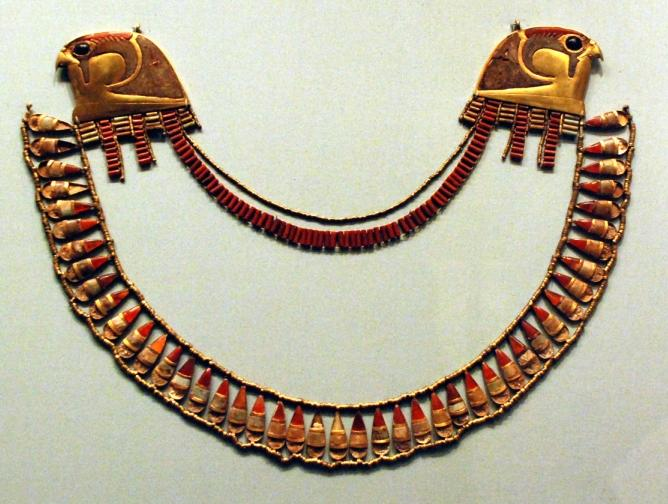
Người Do Thái từ ngôi mộ của ba người vợ của Thutmose III

Ngôi mộ của họ ban đầu được phát hiện vào tháng 8 năm 1916 tại các vách núi sa mạc ở thung lũng phía tây nam gần Luxor và bị dân làng Qurnawi cướp phá ngay lập tức. Khi các nhà chức trách cổ vật Ai Cập truy tìm nơi chôn cất này vào tháng 9 năm đó, tất cả những gì còn lại tại địa điểm ban đầu là những đồ vật bị những kẻ cướp ngôi mộ vứt bỏ. Người ta cho rằng ban đầu có ba phần chôn cất nguyên vẹn tại địa điểm này. Chỉ có các vật thể bằng vàng và đá đã sống sót trong khi gỗ và các xác ướp và vật liệu gỗ đã tan rã do hơi ẩm "từ nước thấm qua các vách đá bên trên". Tuy nhiên, hầu hết hài cốt còn sót lại của họ đã được truy tìm và mua trên thị trường cổ vật vào thời điểm đó và nhiều hiện vật hiện đang nằm tại Bảo tàng Metropolitan ở New York.
Một số hiện vật quý giá được tìm thấy trong ngôi mộ của họ bao gồm vương miện bằng vàng, vàng mạ vàng, ngón chân và bàn chân dép, vàng, vòng đeo tay carnelian và kính cùng với những chiếc bình khác. Mỗi chiếc vòng tay của họ được khắc với đồ hình của Thutmose III. Các đồ vật khác được tìm thấy trong lăng mộ bao gồm các chiếc gương Hathor trí bằng vàng, bạc và kính. Mặc dù bộ sưu tập rất ấn tượng, nhưng không một chiếc mũ nào của họ sử dụng họa tiết kền kền vốn được sử dụng bởi những vị hoàng hậu quan trọng.
Giống như ngôi mộ trên vách đá Hatshepsut mà Howard Carter tìm thấy ở Wady A, ngôi mộ của những người vợ ngoại quốc của Thutmose cũng bị cắt thành một kẽ hở. Tuy nhiên, lối vào của nó "đã bị cắt vào một cái bục cách sàn nhà tối tăm khoảng 10 mét, khá giống với lăng mộ của Thutmosis III trong Thung lũng các vị vua."  Ngôi mộ của Menhet, Menwi và Merti bao gồm "một buồng duy nhất chưa được trang trí - khoảng 5 X 7,5 mét, cao từ 1,5 đến hơn 2 mét." 

## Hình ảnh

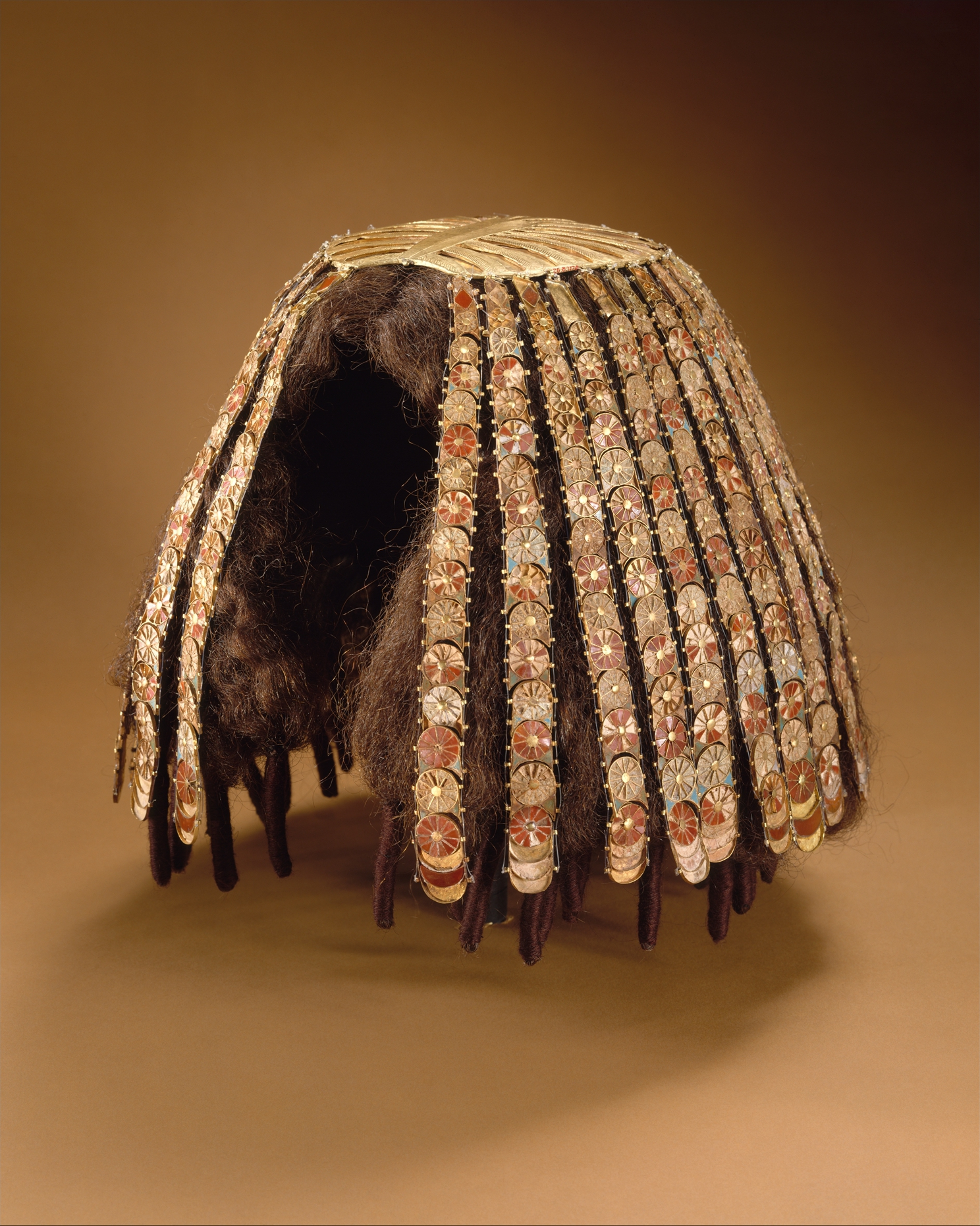
Tóc giả, một giải trí gần đúng (từ các mảnh ban đầu). Được làm bằng vàng, gesso, carnelian, thủy tinh và jasper.
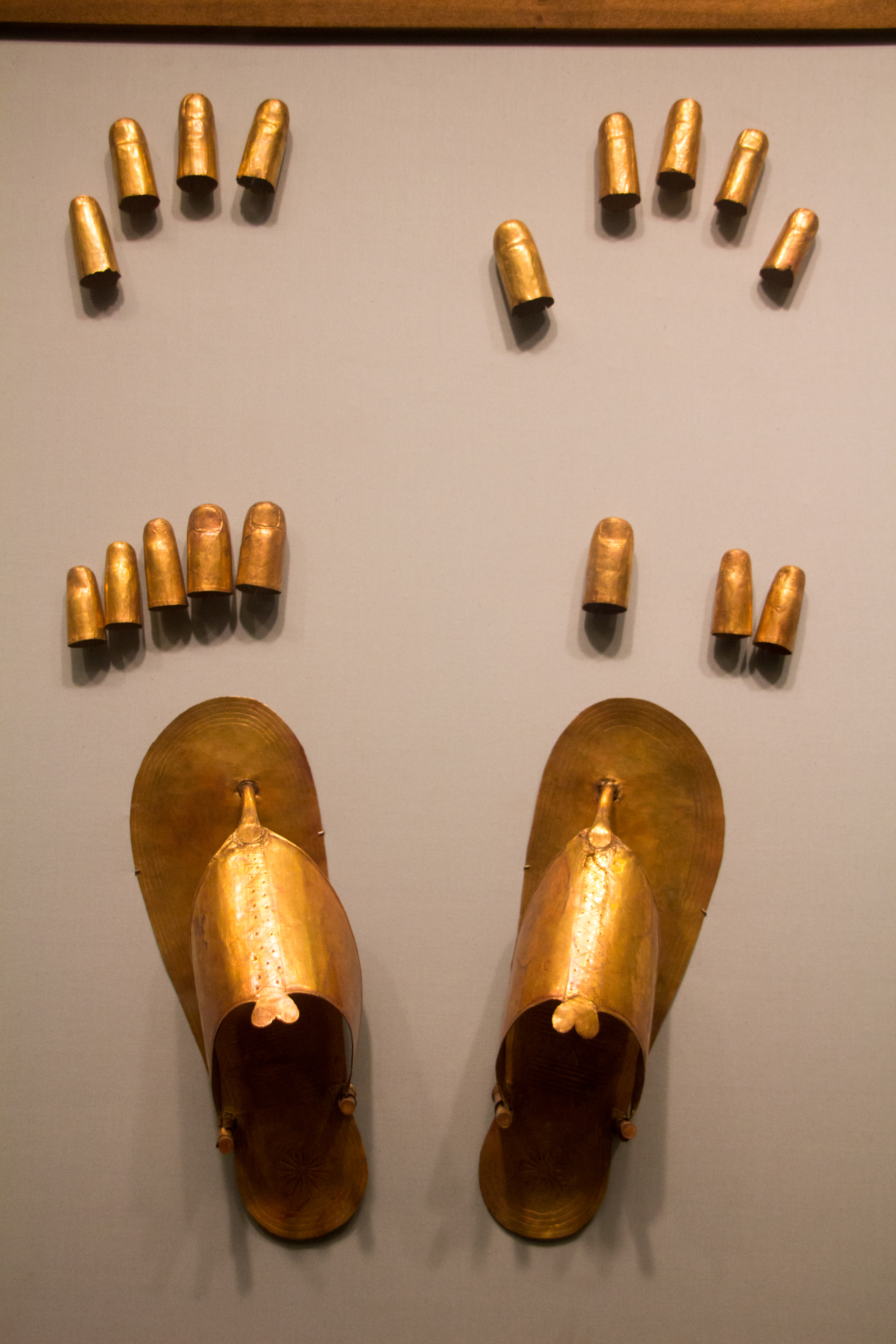
Tấm phủ ngón tay và ngón chân bằng vàng, cùng với dép, được trưng bày tại Bảo tàng Nghệ thuật Metropolitan.
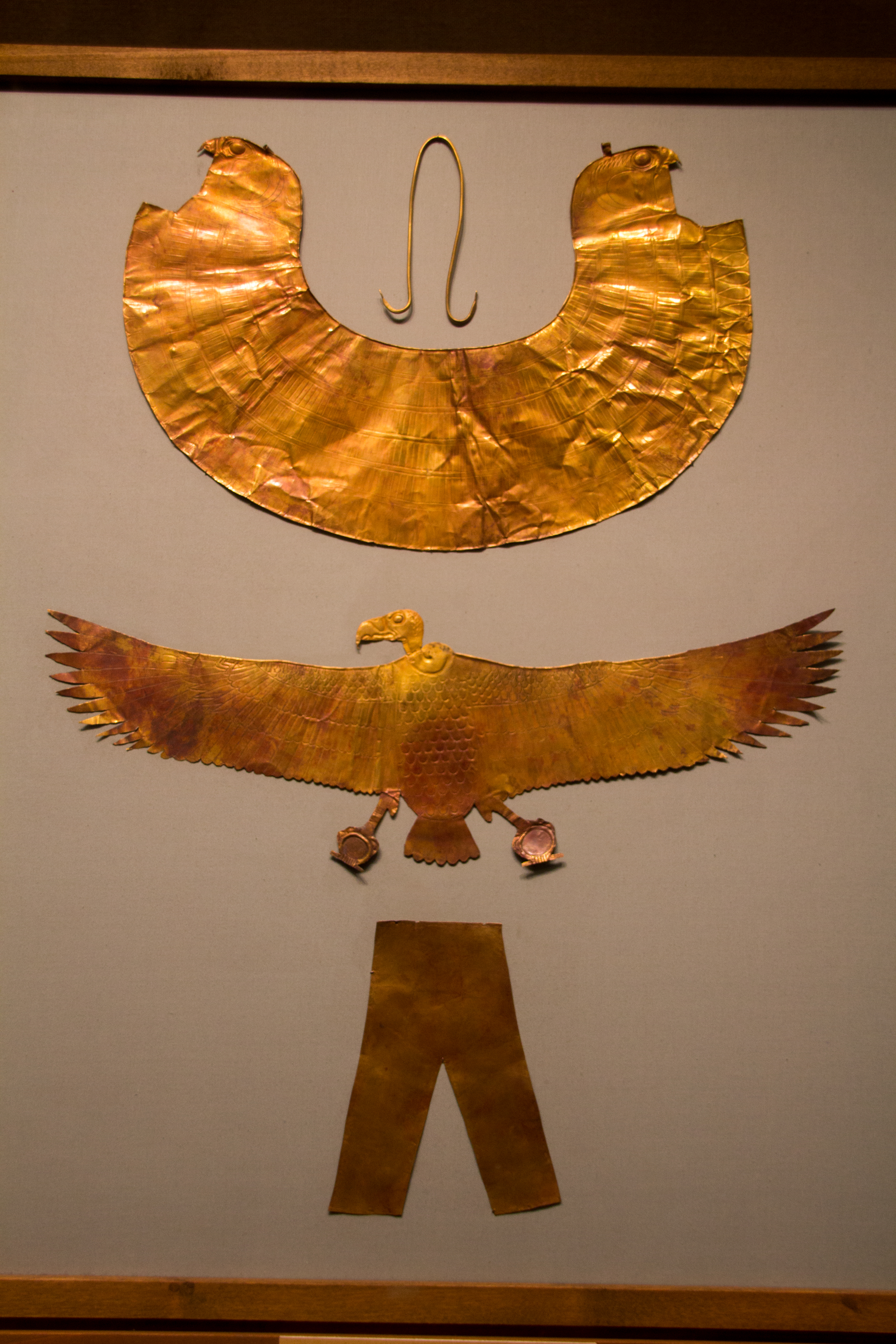
Bảng vàng đeo trên ngực và các tấm phủ khác.

## Văn chương
- Aidan Dodson & Dyan Hilton, Gia đình Hoàng gia hoàn chỉnh của Ai Cập cổ đại, Thames & Hudson, 2004, ISBN 0-500-05128-3, trang.   138 con139
- Christine Lilyquist, Người vợ ngoại quốc của Tuthmosis III, New York 2004 ISBN 0-300-10121-X